# Президентские выборы в Зимбабве (1996)
Президентские выборы 1996 года в Зимбабве состоялись 16-17 марта. За победу боролись действующий президент Роберт Мугабе, и два его конкурента — Абель Музорева и Ндабанинги Ситоле.
Очередные выборы президента проходили через год после парламентских, на которых правящая партия ЗАНУ—ПФ одержала очередную решительную победу, завоевав 118 из 120 мандатов.
Оба конкурента главы государства пытались сняться с выборов перед началом голосования, ссылаясь на невозможность вести агитацию, но суд отказал им в этом.. Явка составила 32 %, и это первые выборы в истории Зимбабве, на которых она была ниже 50 %.

## Результаты
| Кандидат                    | Партия                      | Кол-во голосов | %     |
| --------------------------- | --------------------------- | -------------- | ----- |
| Мугабе, Роберт              | ЗАНУ—ПФ                     | 1 404 501      | 92,76 |
| Музорева, Абель             |                             | 72 600         | 4,80  |
| Ситоле, Ндабанинги          | ЗАНУ—Ндонга                 | 36 960         | 2,44  |
| Недействительных бюллетеней | Недействительных бюллетеней | 43 497         | -     |
| Всего голосов               | Всего голосов               | 1 557 558      | 100   |
| Явка                        | Явка                        | 4 822 289      | 32,30 |
| [ 2 ]                       |                             |                |       |